# Comune di Ringkøbing-Skjern
Il comune di Ringkøbing-Skjern (in danese Ringkøbing-Skjern Kommune) è un comune della Danimarca situato nella regione dello Jutland Centrale (Midtjylland).
Il comune è stato costituito in seguito alla riforma amministrativa del 1º gennaio 2007 accorpando i precedenti comuni di Egvad, Holmsland, Ringkøbing, Skjern e Videbæk.
In ordine di estensione è il più grande comune della Danimarca, si affaccia sul Mare del Nord e sulla baia di Ringkøbing. Ha uno sviluppo costiero di 244 km, le numerose spiagge ne fanno una delle principali mete turistiche del paese.

## Centri abitati
I centri abitati principali del comune sono:
- Ringkøbing (9 932)
- Skjern (7 839)
- Videbæk (4 328)
- Tarm (4 126)
- Hvide Sande (2 824)